# نیسان پولسار
نیسان پولسار (Nissan Pulsar) خودرویی است که در سال‌های ۱۹۷۸ تا ۲۰۰۷ تولید شده‌است.